# Kalle Koljonen
Kalle Koljonen, né le 26 février 1994, est un joueur finlandais de badminton,. 

## Carrière
En 2014, il a remporté une médaille de bronze aux Championnats d'Europe de badminton par équipes à Bâle en Suisse. 
En mars 2021, il est le premier finlandais à remporter une médaille aux championnats d'Europe de badminton, en terminant avec la médaille de bronze.
Aux Jeux olympiques d'été de 2024, il est qualifié pour participer au tournoi simple hommes. Cependant il se blesse au mollet gauche en entraînement quelques jours avant la compétition. Malgré une victoire face à Julien Paul, il est contraint de déclarer forfait contre Kunlavut Vitidsarn,.